# Корнет

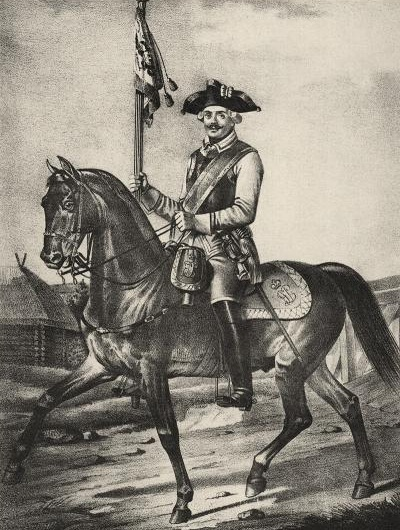
Корнет Кирасирского полка, с 1756 до 1762 года

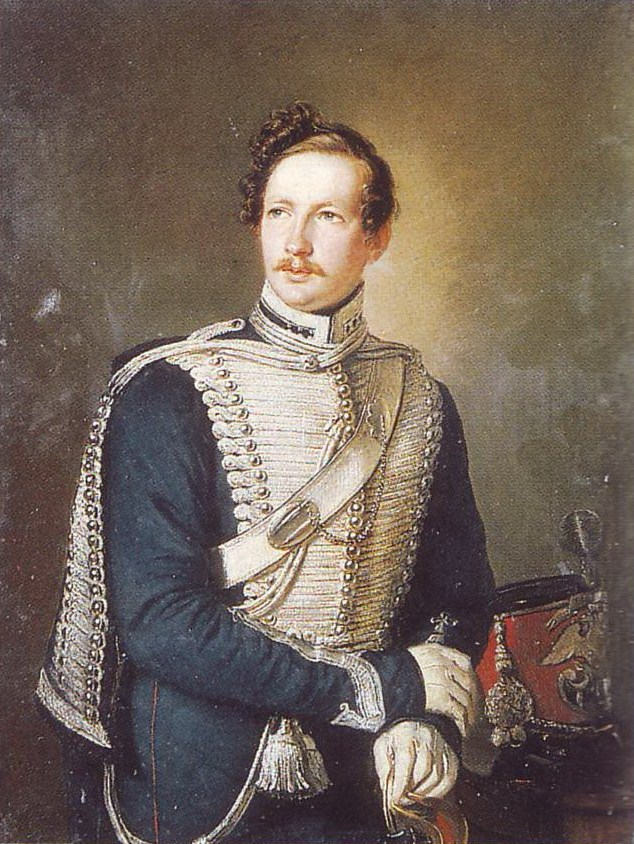
Корнет Клястицкого гусарского полка Николай Алексеевич Томилов, 1837 год.

Корне́т (фр. cornette — штандарт, штандартный офицер) — обер-офицерский чин (низший офицерский чин) в Российской империи; звание, существовавшее в кавалерии в некоторых государствах с XV до начала XX века.
Первоначально корнетами называли вспомогательные подразделения (нередко из наёмников) смешанной или лёгкой кавалерии имеющие право на знамя, характерной особенностью которого было отсутствие на знамени «косиц» и оно имело простую квадратную форму. Затем так стали называть офицеров, нёсших штандарт роты лёгкой кавалерии и командующего знамённой группой. С введением в 1662 году должности знаменосца из сержантов, корнетами стали называть младших лейтенантов в лёгкой кавалерии, а затем и остальной кавалерии.

## История

#### Происхождение термина и существование корнета как должность
Корнет изначально означал отряд кавалерии, имеющий собственное знамя. Такой отряд мог быть весьма значительным, но мог быть аналогом роты (compagnie) лёгкой кавалерии. Затем так стали называть небольшой отряд лёгкой кавалерии, который охранял знамя конного штандарта.
В 1444 году король Франции Карл VII начал проводить военную реформу и ввёл новые должности младших офицеров:
- сержант маршала, который стал обозначать помощника капитана. В дальнейшем стал называться су-лейтенантом, а с 1665 года лейтенантом;
- су-лейтенант, который заменил собой термин шевалье (бывший башелье при «копье») и обозначал командира самой маленькой группы всадников (аналог бригады или взвода), входящую в состав роты. В дальнейшем термин перешёл на должность сержанта маршалов, а функции су-лейтенанта перешли к сержантам в пехоте и маршалам лож в кавалерии;
- маршал лож (фр.  maréchaux des logis) в кавалерии, который отвечал за снабжение. В дальнейшем стал обозначать сержанта в кавалерии;
- тромпет (фр. trompette — «сигнал») офицер, передающий команды. Затем так стали называть горнистов в кавалерии;
- офицеров, отвечающих за знамя и командующих знамённой группой всадников:
  - энсин (фр. enseigne, от лат. insigne — «отличительный знак»), который был знаменосцем и командовал знамённой группой в войсках. Знамя, которое носил энсин, было сложной формы и имело две или более «косицы». В дальнейшем стал обозначать в пехотных ротах то же самое, что гвидон или корнет в кавалерии, но должность считалась выше, чем они, а в гвардейских ротах, даже конных, за знамя отвечал именно энсин;
  - гвидон (фр. guidon — «вымпел», которым называли флаг с «косицей» треугольный формы в кавалерии и на флоте), который был знаменосцем и командовал знамённой группой в ротах жандармов;
  - корнет (фр. cornette — «квадрат», по характерной форме вымпела), который был знаменосцем и командовал знамённой группой в ротах лёгких всадников и являлся аналогом гвидона.

Энсины, гвидоны и корнеты являлись знаменосцами и командирами знамённых групп до 21 декабря 1762 года, когда во французских войсках была введена должность знаменосца (фр. porte-drapeau — «привратник знамени» в пехоте, фр. porte-étendard — «привратник штандарта» в полках кавалерии, фр. porte-guidon — «привратник вымпела» в ротах драгун, кирасир и рейтар и фр. porte-cornette — «привратник квадрата» в ротах лёгкой кавалерии) из числа сержантов, а энсины, гвидоны и корнеты стали самыми младшими лейтенантами в ротах и из должности трансформировались в воинский чин (звание).

#### Чин корнета в России
Корнет появился в России как аналог прапорщика в лёгкой коннице, первичный обер-офицерский чин в гвардейской, армейской и другой кавалерии (кроме драгун) до 1917 года, а в армиях Белого движения несколько дольше. В казачьих войсках этому чину соответствовал хорунжий, в Русском флоте — мичман.
Был введён императрицей Анной Иоанновной для кавалерии в 1731 году, в другом источнике указан 1801 год, взамен чина прапорщика или фендрика, первоначально относился к четырнадцатому классу Табели о рангах. Отменён Екатериной II, восстановлен Павлом I в 1796 году. С 1882 года чин корнета распространялся на всю кавалерию, затем чин корнета был введён в Отдельных корпусах жандармов и пограничной стражи, в Вооружённых силах России. В результате реформы 1884 года, чин корнета переместился в двенадцатый класс, но при этом, в отличие от армейского прапорщика, он не был факультативным чином военного времени. Корнеты числились в том же классе, что и армейские подпоручики, и носили такие же погоны, при этом чина подпоручика в кавалерии не было.

#### Звание корнета в других армиях
В конце XIX века в Южной Африке для старших офицеров использовалось звание полевой корнет (африк. veldkornet), в независимых республиканских государствах Трансвааль и Оранье-Вристаат. В Южной Африке эпохи апартеида звание полевого корнета использовалось в южноафриканской армии в период с 1960 года по 1968 год.
В вооружённых силах других государств звания корнета на 1911 год не существовало, он был упразднён везде и заменён званием су-лейтенант (подпоручик) или лейтенант (поручик). Замена произошла в:
- 1871 году в Соединённом королевстве на звание секунд-лейтенант (второй лейтенант);
- 1815 году, в ВС САСШ[8] звание упразднено, но в континентальной армии осталось.

### Знаки различия
Образцы знаков различий Корнета в Российской империи
| Знаки различия               | РИА                   | РИА           | РИА          | РИА      |
| ---------------------------- | --------------------- | ------------- | ------------ | -------- |
| Шнур наплечный эполет погоны |                       |               |              |          |
|                              |                       |               |              |          |
|                              | Шнур наплечный (1908) | Эполет (1904) | Погон (1908) | … (1914) |

| младший войсковой чин: Прапорщик            | Корнет (Подпоручик) | старший чин, старшее войсковое звание: Поручик |
| младшее войсковое звание: Младший лейтенант | Корнет (Подпоручик) | старший чин, старшее войсковое звание: Поручик |